# Интеракције гена
Интеракције гена представљају међусобна дејства и утицаје који гени врше један на други чиме мењају фенотип. У интеракцији могу да буду:
- алелни гени, односно алели једног гена и
- неалелни гени, односно различити слободни гени (смештени на различитим хромозомима па се тако могу слободно комбиновати

## Интеракције генских алела
Алели једног гена могу да међусобно делују један на други на три основна начина, који истовремено представљају и типове наслеђивања:
- доминантно-рецесивно наслеђивање
- непотпуно доминантно наслеђивање
- кодоминантно наслеђивање.

## Интеракције неалелних гена
Гени смештени на различитим паровима хромозомима називају се неалелни гени и они могу бити у међусобној интеракцији која за резултат има одређени фенотип. Многе особине су резултат интеракција два или више таквих гена. Значи, осим што нека особина зависи од интеракције алела једног гена она зависи и од интеракције тих алела са алелима неких других гена.
Интеракције алела различитих гена могу бити : 
- комплементарност,
- епистаза и
- адитивност.

### Комплементарност (сарадња међу генима)
Комплементарност се остварује када је за испољавање неке особине битна одређена комбинација гена. 
Нормалан слух човека одређују два гена (обележићемо их са А и В). Да би слух био нормалан неопходно је присуство бар по једног доминантног алела оба гена (генотип А-В-, што значи могу да буду и хомозиготи и хетерозиготи). Особе свих других генотипова имају оштећен слух (нпр. генотип А-bb или ааB-).
- Примери комплементарности могу се наћи међу много особина биљака. Најпростији пример је одређивање боје цвета биљке Lathyrus odoratus, која зависи од два гена. Када су оба гена активна тј. када је присутан бар по један доминантан алел сваког гена онда долази до синтезе пигмента антоцијана и цвет је љубичасте боје. Све остале комбинације генотипова (А-bb, ааB- и ааbb) дају белу боју цвета. Због тога се у F2 генерацији не јавља фенотипски однос 9 : 3 :3 : 1, карактеристичан за дихибридно укрштање, већ се образују само два фенотипа љубичаст и бео цвет у односу 9 : 7 - види схему укрштања.

- Облик семена биљке хоћу-нећу (Capsela bursa-pastoris) одређен је са два гена (А и B) и може бити троугласт и сочиваст. Сочиваст облик семена настаје сарадњом два пара рецесивних алела (генотип ааbb), а троугласто семе је резултат свих осталих комбинација које садрже било који доминантан алел. Фенотипски однос у F2 генерацији је 15 : 1 (троугласто : сочивасто).

- Облик бундеве одређују два гена. Када су у генотипу заступљени само рецесивни алели (комплементарност) онда је облик крушколик. Округласт облик плода имају биљке код којих се у генотипу налазе бар по један доминантан алел оба гена (А-B-). Дискоидалан плод је резултат генотипа у коме је присутан доминантан алел једног од гена, било гена А или гена B (ааB- или А-bb). Тако се у F2 генерацији ова три фенотипа јављају у односу 9 : 6 : 1 (округласт : дискоидалан : крушколик)- види схему.

### Адитивност (сабирно дејство гена)
Адитивно дејство гена остварује се ако је појединачно дејство сваког од полигена мало па сваки од њих доприноси јачини особине тако што се њихово дејство сабира. Тако се наслеђују многе квантитативне особине, као што су телесни раст и боја коже и очију човека. 
У детерминацију (одређивању) ових особина човека сматра се да учествује 3-4 гена (пара алела). Што је у генотипу човека више доминантних алела који подстичу стварање пигмента, боја коже је тамнија. Најтамнију боју коже имају особе код којих су сви алели доминантни (ААBBCC). Како се у генотипу особе број доминантних алела смањује тако је и боја коже све светлија. Најсветлију боју коже имају особе које садрже све рецесивне алеле (ааbbcc).
Претпоставимо да боју коже одређују само два гена А и B. У генерацији су особа црне боје коже, генотипа ААBB и особа беле боје коже ааbb. Анализираћемо потомке F1 и F2 генерације :
P: ААBB x ааbb
F1: АаBb x АаBb 
У F1 генерацији се формирају мелези умерено тамне боје коже. Мелези из F1 генерације образују 4 типа гамета : АB, Аb, аB и аb који међусобним укрштањем дају 16 комбинација генотипова (види дихибридно укрштање) које дају 5 различитих фенотипова:
1. фенотип тамна кожа (пигмент се образује 100%) који одређује генотип у коме су сви алели доминантни – ААBB; овај генотип се јавља у 1 од 16 комбинација – 1/16
2. фенотип је мање тамна кожа (образује се 75% пигмента), а генотип је са три било која доминантна алела (нпр. ААBb) – јавља се у 4/16 комбинација
3. фенотип је умерено тамна кожа (образује се 50% пигмента) – генотип је са било која два доминантна алела (нпр. ААbb или АаBb) – јавља се у 6/16 комбинација
4. фенотип је умерено светла боја коже (ствара се 25% пигмента), а генотип је са једним, било којим доминантним алелом (Ааbb, ааBb); јавља се у 4/16 комбинација
5. фенотип је светла боја коже (пигмент се не ствара), а одређује га генотип без доминантних алела (ааbb) који се образује у 1/16 комбинација

Фенотипски однос у F2 генерацији при адитивном наслеђивању особине (боја коже) која је под контролом два гена смештених на различитим хромозомима је :
1 : 4	 : 6	: 4	 : 1 (тамна : мање тамна : умерено тамна : умерено светла : светла).

### Епистаза (инхибиторно дејство гена)
Када један ген кочи (инхибира) дејство другог неалелног гена онда се таква интеракција назива епистаза. Врло редак ген, односно његов рецесиван алел h, када се нађе у хомозиготном стању (hh), кочи стварање антигена А и B у крви човека. Тада се не испољавају крвне групе А, B и АB јер, иако особе имају алеле А или B (или оба), је њихово дејство инхибирано овим рецесивним геном h. Тако нпр. иако особа има генотип ААhh она неће имати крвну групу А јер је алел А инхибиран. Особа ће тада имати О крвну групу.
Боја перја кокошака контролисана је помоћу два гена C и I. Ген C омогућује стварање пигмента који даје боју перју, а ген I (доминантан алел) инхибира његово дејство па је тада перје бело. Рецесиван алел гена c је нефункционалан (пигмент се не ствара) па је перје беле боје. 
Ако се у P генерацији укрсте две јединке белог перја од којих је једна генотипа CCII, а друга генотипа ccii у F1 генерацији се добијају све беле кокошке. Јединке F1 генерације су хетерозиготи за оба гена – CcIi па иако имају ген C пигмент се не ствара јер је инхибиран геном I.
У F2 генерацији долази до појаве два фенотипа – бело и обојено перје у односу 13 : 3. Само генотип C-ii, који се јавља у 3/16, даје обојено перје. Сви остали генотипови (C-I-, ccI- и ccii) одређују бело перје – види схему укрштања :
P: CCII x ccii (беле x беле)
F1: CcIi x CcIi (беле x беле)
F2: C- I- (9), C- ii (3), ccii (1), ccI- (3)
б е л е > 13 : обојене > 3